# Florida-Wasserratte
Die Florida-Wasserratte (Neofiber alleni) ist ein Nagetier aus der Unterfamilie der Wühlmäuse (Arvicolinae), das in Sumpfgebieten im Südosten der USA in den Bundesstaaten Florida und Georgia vorkommt.

## Merkmale
Die Art erreicht eine Gesamtlänge von 28,5 bis 38,1 Zentimeter, davon entfallen auf den im Vergleich zur Bisamratte (Ondatra zibethicus) verhältnismäßig kurzen, rundlichen Schwanz 9,9 bis 16,8 Zentimeter. Das Körpergewicht beträgt bei Männchen im Durchschnitt 279 Gramm, bei Weibchen 262 Gramm. Die Hinterbeine sind länger als die Vorderbeine. Der dichte Unterpelz ist grau und wird von dunkelbraunen Deckhaaren und sporadisch vorkommenden hellen Haaren bedeckt. Der Bauch ist blass gelbbraun gefärbt.

## Verbreitung und Lebensraum

Verbreitungsgebiet der Florida-Wasserratte

Das Verbreitungsgebiet dieser Wühlmaus liegt im amerikanischen Bundesstaat Florida und im südlichen bis südwestlichen Teil Georgias, wobei die westliche Verbreitungsgrenze mindestens bis zum Choctawhatchee River im Walton County, Florida, reicht. Das Verbreitungsgebiet ist nicht zusammenhängend, so existiert in Georgia eine etwa 80 km breite Verbreitungslücke zwischen der Population im Bereich von Grand Bay und der im Okefenokee-Sumpf, obwohl es auch dazwischen vergleichbare Habitate gibt. Lücken im nördlichen Teil des Verbreitungsgebietes sind auf die fragmentierten und isolierten Vorkommen von Sumpfgebieten und die generell niedrige Dichte mit lokalem Aussterben der Art am Rand des Verbreitungsgebietes zurückzuführen. In Georgia werden nach Jahren mit hohem Bestandszuwachs auch Randgebiete besiedelt.
Typische Habitate sind Marschland und Sumpfgebiete mit Süß- und Brackwasser, wie die Everglades in Florida oder der Okefenokee-Sumpf in Georgia. Sie bevorzugt überflutete Habitate, in denen das Wasser dicht mit Wasserpflanzen, vor allem Panicum hemitomon und Pontederia lanceolata bewachsen ist.

## Lebensweise
Die Florida-Wasserratte lebt semi-aquatisch und ist hauptsächlich nachtaktiv mit einer Hauptaktivitätszeit nach Sonnenuntergang und vor der Morgendämmerung. Sie ernährt sich vegetarisch von Wasserpflanzen, Schilf, Wurzeln und anderen Pflanzenteilen. Sie baut Wohnhügel aus Pflanzenteilen und gräbt Tunnel im Boden. Sie nutzt zudem Pflanzenmatten, auf denen sie ruht oder ihre Nahrung aufnimmt. Ältere Exemplare leben für gewöhnlich allein, in Verbindung mit mindestens einem jüngeren Individuum kommen auch kleinere Gruppen vor.
Weibchen sind das ganze Jahr über paarungsfähig, doch die meisten Geburten erfolgen im Herbst. Meist gibt es vier bis sechs Würfe pro Jahr, bei denen ein bis vier Junge geboren werden. Weibchen sind etwa 26 bis 29 Tage trächtig und die Jungtiere erlangen die Geschlechtsreife nach etwa 90 bis 100 Tagen.

## Systematik
Die Florida-Sumpfratte ist die einzige Art der damit monotypischen Gattung Neofiber. Alle bisher beschriebenen Neofiber-Arten und Unterarten wurden mit der Nominatform N. a. alleni synonymisiert. So listet Birkenholz 1972 mit N. a. apalachicolae, N. a. exoristus, N. a. nigrescens und N. a. struix vier Unterarten, die heute als Synonyme der Nominatform betrachtet werden.
Der wissenschaftliche Artname ehrt den Zoologen Joel Asaph Allen (1838–1921).

## Gefährdung und Schutz
Die Art wird von der International Union for Conservation of Nature and Natural Resources (IUCN) aufgrund der Bestandsgröße und des großen Verbreitungsgebietes als „nicht gefährdet“ (Least concern) eingeschätzt. Ein Rückgang des Bestandes und eine ernsthafte Bedrohung sind nicht bekannt, allerdings gibt es auch nur wenige Forschungsberichte zu der Art.
Der Gesamtbestand der Florida-Wasserratte hat vor allem in Florida aufgrund von Lebensraumverlusten durch Trockenlegung von Sumpfgebieten abgenommen. Die Landauffüllung und Trockenlegung sowie Salzwassereinbrüche in die Sumpfgebiete Floridas führten zu weiteren Lebensraumverlusten und zur Isolierung von Kolonien. Vor allem isolierte Populationen sind von der Zufuhr von Frischwasser in die Feuchtgebiete abhängig.

## Belege
1. 1 2 3 4 5  
Dale E. Birkenholz: Neofiber alleni. In: Mammalian Species. Band 15, 1972, S. 1–4 (science.smith.edu (Memento vom 4. März 2016 im Internet Archive) [PDF; 436 kB]).
2. 1 2 3 4 5 6 7  
Neofiber alleni in der Roten Liste gefährdeter Arten der IUCN 2010. Eingestellt von: Linzey, A.V., Jackson, D.R., Bergstrom, B. & Hammerson, G. 2008, 2008. Abgerufen am 26. Februar 2012.
3. 1 2  
Kathi Hull: Neofiber alleni im Animal Diversity Web der University of Michigan Museum of Zoology. Abgerufen: 26. Februar 2012.
4. ↑  
Don E. Wilson & DeeAnn M. Reeder (Hrsg.): Neofiber in Mammal Species of the World. A Taxonomic and Geographic Reference (3rd ed).
5. ↑  
Don E. Wilson & DeeAnn M. Reeder (Hrsg.): Neofiber alleni in Mammal Species of the World. A Taxonomic and Geographic Reference (3rd ed).
6. ↑  Beolens, Watkins & Grayson: The Eponym Dictionary of Mammals. JHU Press, 2009, S. 8 (Allen, J. A.).